# Elisabeth Willinger
Elisabeth Willinger (* um 1947) ist eine ehemalige österreichische Tischtennis-Nationalspielerin. Sie gehörte in den 1960er und 1970er Jahren zu den besten Spielerinnen Österreichs.

## Werdegang
Elisabeth Willinger spielte beim Verein Polizei SV Wien. Von 1965 bis 1974 gewann sie fünfmal die österreichische Meisterschaft im Einzel. Dabei löste sie 1965 ihre Schwester Henrike Willinger als österreichische Meisterin ab. 1966 verteidigte sie den Titel und gewann ihn nochmals 1970, 1972 und 1974. Dazu kommen mehrere vordere Platzierungen:
- 1962: Sieg im Doppel mit Henrike Willinger
- 1964: Platz 2 im Einzel, Sieg im Doppel mit Henrike Willinger
- 1965: Platz 2 im Doppel mit Henrike Willinger
- 1966: Sieg im Doppel mit Henrike Willinger, Platz 2 im Mixed mit Günter Heine
- 1967: Platz 2 im Einzel, Sieg im Doppel mit Henrike Willinger, Sieg im Mixed mit Viktor Hirsch
- 1968: Platz 2 im Doppel mit Gabriele Smekal, Sieg im Mixed mit Günter Heine
- 1969: Platz 2 im Mixed mit Günter Heine
- 1970: Sieg im Doppel mit Gabriele Smekal, Platz 2 im Mixed mit Günter Heine
- 1971: Sieg im Doppel mit Hildegard  Hintner, Platz 2 im Mixed mit Günter Heine
- 1973: Sieg im Doppel mit Hildegard Hintner
- 1974: Sieg im Doppel mit Hildegard Hintner, Sieg im Mixed mit Rudolf Weinmann

Zwischen 1963 und 1971 nahm sie viermal an Weltmeisterschaften und einmal an Europameisterschaften teil. Dabei kam sie niemals in die Nähe von Medaillenrängen. Bis 1971 wurde sie 56-mal für die Nationalmannschaft nominiert.
Auch Elisabeth Willingers Schwester Henrike war eine Nationalspielerin und viermalige österreichische Meisterin im Einzel.

## Turnierergebnisse
| Verband | Veranstaltung     | Jahr | Ort       | Land | Einzel    | Doppel       | Mixed      | Team |
| ------- | ----------------- | ---- | --------- | ---- | --------- | ------------ | ---------- | ---- |
| AUT     | Weltmeisterschaft | 1971 | Nagoya    | JPN  | letzte 64 | letzte 64    | Scratched  | 14   |
| AUT     | Weltmeisterschaft | 1969 | München   | FRG  | Qual      | letzte 32    | Qual       | 21   |
| AUT     | Weltmeisterschaft | 1965 | Ljubljana | YUG  | Qual      | letzte 32    | letzte 64? | 18   |
| AUT     | Weltmeisterschaft | 1963 | Prag      | TCH  | Qual      | keine Teiln. | Qual       |      |